# ハリル・カラドゥマン
ハリル・カラドゥマン (Halil Karaduman, 1959年 - 2012年) は、トルコのカーヌーン奏者である。

## 生涯
1959年に生まれる。5歳でカーヌーンをはじめ、18歳で演奏活動を開始した 。イスタンブール工科大学に入学したのち評判が高まり、ズルフ・リヴァネル率いるオーケストラに参加するなど精力的な活動を展開したが、2012年に死去した。

## 評価
カラドゥマンが参加したアルバム "Disco Fasil" は、1970年代後半のトルコで生じたディスコ・ミュージックのグローカル化における重要なアルバムであると指摘される。また、関口義人はカラドゥマンについて「トルコ・カヌーンの今日を代表するひとりであった」と評している 。